# حي المخزن
حي المخزن هو أحد أحياء مديرية خنفر في محافظة أبين اليمنية. يبلغ تعداد سكانه 6789 نسمة حسب التعداد السكاني في اليمن لعام 2004.